# Microregione di Sertão de Quixeramobim
Sertão de Quixeramobim è una microregione dello Stato del Ceará in Brasile, appartenente alla mesoregione di Sertões Cearenses.

## Comuni
Comprende 7 municipi:
- Banabuiú
- Boa Viagem
- Choró
- Ibaretama
- Madalena
- Quixadá
- Quixeramobim

| Controllo di autorità | VIAF (EN) 154957993 · LCCN (EN) n99900300 · J9U (EN, HE) 987007499076705171 |